# All Bad
《All Bad》는 2013년 11월 11일에 발매된 저스틴 비버의 노래이다. 아일랜드 레코드에 의해 발매되었다.

## 곡 목록
| #  | 제목        | 재생 시간 |
| -- | ----------- | --------- |
| 1. | 〈All Bad〉 | 3:02      |